# 全景图

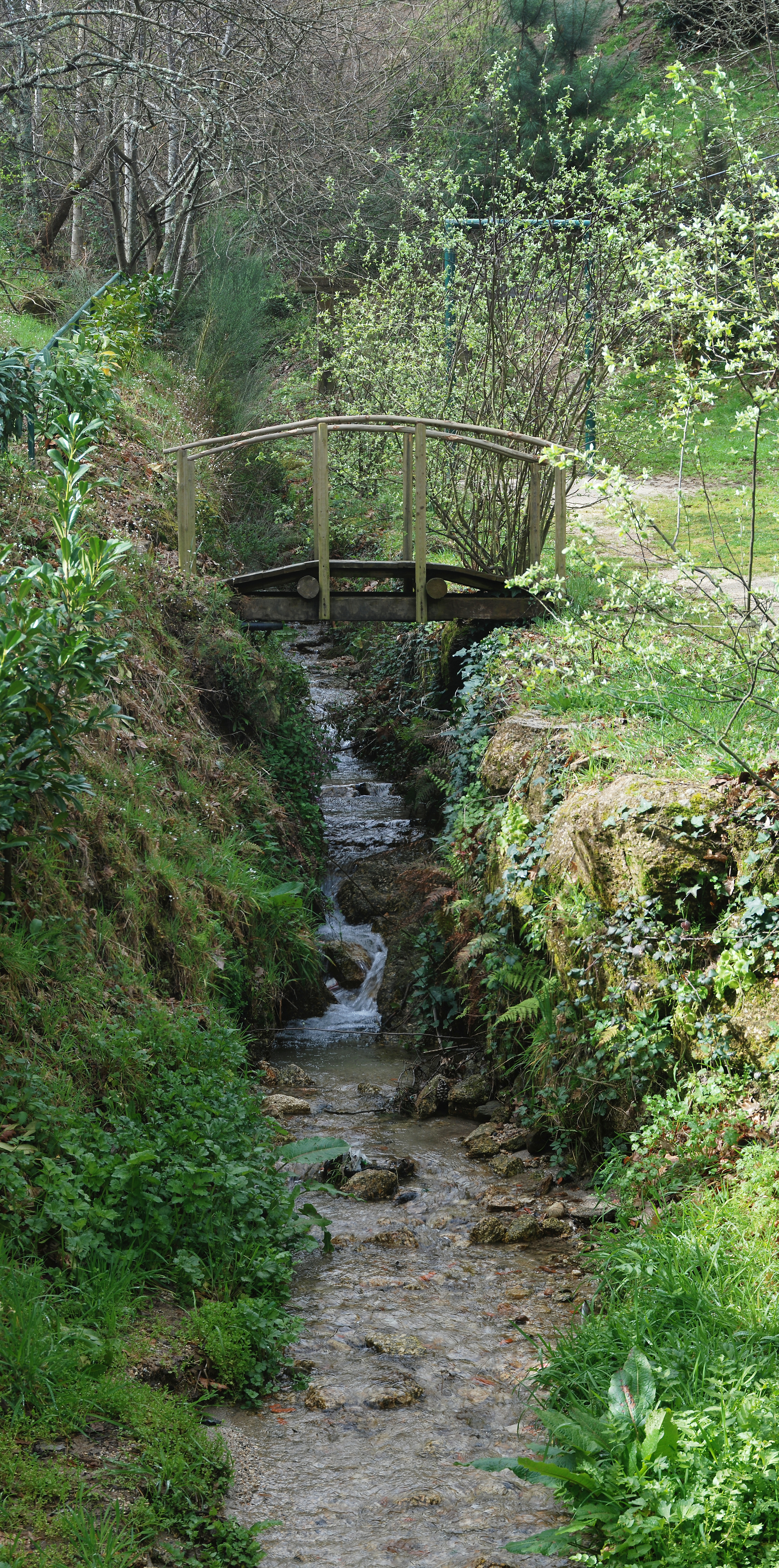
垂直的全景图

全景图是一种广角图，可以以画作、照片、影片、三维模型的形式存在。全景图这个词最早由爱尔兰画家罗伯特·巴克提出，用以描述他创作的爱丁堡全景画。现代的全景图多指通过相机拍摄并在电脑上加工而成的图片。

## 全景画
19世纪中叶，全景图成为最常用的景观和历史事件的表现手法。1881年，荷兰海景画家梅斯达格（Hendrik Willem Mesdag）等人创作了梅斯达格全景画（Panorama Mesdag)，并将画放在一个直径约40米的环形面内，画长约120米，高14余米。

## 全景摄影

### 球面全景

台中市新社區新社莊園的寬景圖

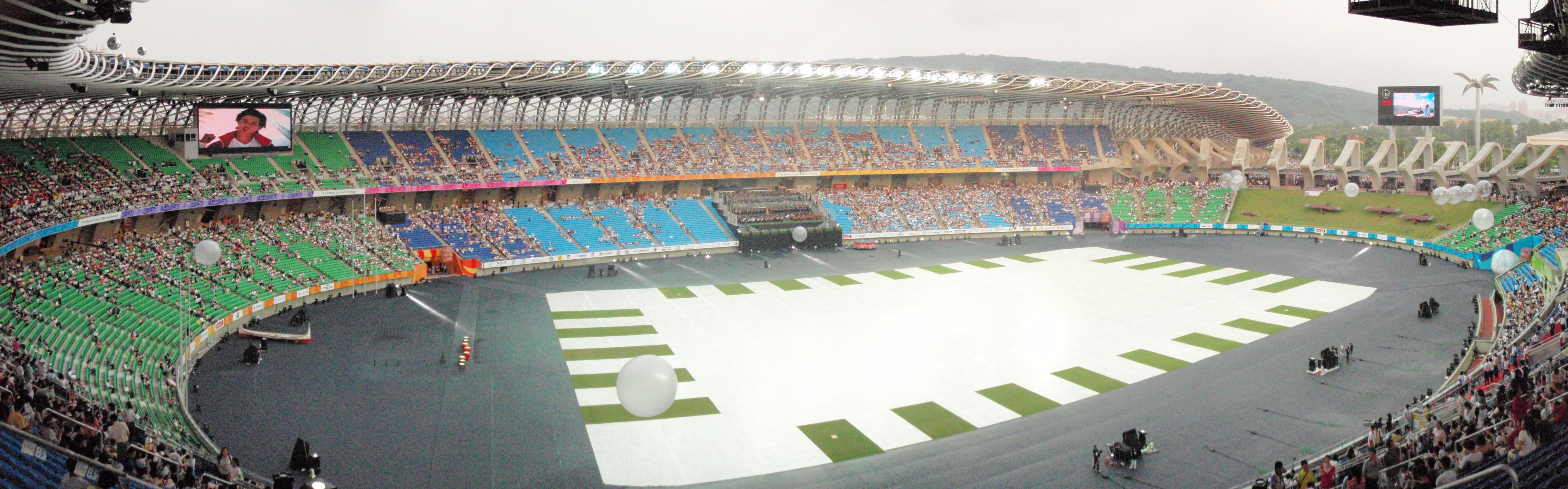
2009世運主場館寬景圖

全景攝影（panoramic photography）：就攝影發展而言，早已邁入數位化，相對於異於傳統單一視角畫面，對於物體有所謂的環物（Object VR）攝影。相對的，對於環境景物的呈現，就稱為環景（Pano VR），用以與平面的360°「全景」畫面有所區別。
VR是Virtual Reality（虛擬實境）的縮寫。

## 環景簡介
環景攝影的概念源自於利用電腦播放軟體，如QuickTime Player，讓使用者能依本身的需要，旋轉照片，產生一種有如身臨其境的視覺效果。為了產生這樣的照片，於是有了各種環景攝影技術的發明。
在實際的應用上，根據使用者需求的不同，或攝影者本身的技術限制，有可分為寬景，全景跟環景，可以單一照片欣賞，也可以利用軟體播放。

## 各種特殊攝影介紹

### 寬景
是指畫面比普通的廣角的水平視角大，卻又未涵蓋到整個周圍360°。

### 環景
源自於傳統平面的概念，水平視角包含完整一週360°，但受限於二度空間，無法完整呈現出置身於球體，或是立方體內部的那種三維的立體空間之視覺效果，謂之為全景。在多重照片接合時，離畫面中地平線上下越遠，變形會越大，需要將照片的中線固定、上下端都左右來開來接合圖片，而直線將呈現曲型。

## 全景
指於球體的空間狀態，視角涵蓋地平線+/-各180°，垂直+/-各90°，就立方體的空間狀態，即為上下前後左右六個面完全包含。由於水平角度為360°，垂直為180°，能表達這種模式的照片有很多種，又跟球面的投影有關（類似繪製世界地圖的投影，但是是內投影）。目前最廣泛使用的單一照片呈現法式等距長方投影（equirectangular），全景照片的長寬比例固定為2：1。

## 環景的拍攝方法
環景的拍攝是需要一些方法，並不是單純把腳架轉一圈，上下拍個幾張就可以，還要考慮到光軸的問題。
光軸判定的舉例，將兩枝筆一前一後的立在桌上，當鼻子正對筆時，右眼看到近筆會在遠筆的左方；而左眼則是看到近筆在遠筆的右方。同樣的，當單純在腳架上轉動相機時可能就會產生類似的現象，當腳架轉動時，視角就改變了。
之所以會這樣是因為，一般腳架的轉軸是在螺絲孔上，而大部分相機都會把固定螺絲製作在感光元件的正下方，但是相機的視角卻不是產生在那裡，實際上是在鏡頭中的某處，可能會隨著焦距的不同（也就是光學變焦）而改變，一般應該會產生在光圈的附近（也就是光線進入鏡頭之後的交叉點）。
雖然有這樣的問題，但卻是很容易克服的，只要經過簡易的測量就可以量出那個點（當然不需要把相機拆開），雖然市面上有可調整的全景雲台，但一般價格相對高昂，因此自製腳架亦是一個較佳的選擇（但缺點就是焦距和機種不能換）。

## 環景的拍攝工具
以數位單眼相機DSLR為例，如果使用全片幅（Full-Frame）的相機，只需配上一個全周魚眼鏡頭（Circular Fisheye Lens），向前平視按下快門一次，就能拍攝一張擁有視野（FOV）180度的單張照片，通常拍攝2~3張即可透過後製軟體合成為一張等距柱狀投影圖（Equirectangular Projection）類型的環景照；若是使用APS-C等等較小感光元件片幅的相機，也必須採用全周魚眼鏡頭來拍攝，另外也可以採用對角魚眼鏡頭（Full-Frame Fisheye Lens）來拍攝，但是採用對角魚眼鏡頭來拍攝會對使用者較為不利，由於視野不足180度，會造成使用被迫拍攝多張照片，導致照片邊緣移動的路人或物體出現消失或出現的鬼影現象出現的機會大為增加；雖然全周魚眼也會有這種現象，但是全周魚眼只需2~3張照片即可完成接合作業，就比較不用耗費太多時間與精力在修補校正這些接縫上的鬼影。

### 魚眼鏡頭的相關產品型號
- 全周魚眼鏡頭（Circular Fisheye Lens）：指拍攝出來的成像為一圓形於畫面中央，周圍為黑色之魚眼鏡頭，且圓形畫面涵蓋上下，左右各180度FOV。應用在全片幅機身的Sigma 8mm F3.5 EX DG CIRCULAR FISHEYE鏡頭、Canon EF 8-15mm f/4L fisheye USM鏡頭等等。專門應用在APS-C片幅機身則為Sigma 4.5mm F2.8 EX DC CIRCULAR FISHEYE HSM鏡頭
- 對角魚眼鏡頭（Full-Frame Fisheye Lens）：指拍攝出來的成像為全畫面涵蓋，對角線為180度FOV。例如： Nikon AF DX Fisheye 10.5mm f/2.8G ED 鏡頭等等。

若於APS-C片幅機身上採用全周魚眼進行拍攝，則可以拍出約略等同對角魚眼鏡頭所得到的效果。

## 環景的後製軟體
- 支援接合多張魚眼鏡所拍出的照片為單張等距圓柱投影圖（Equirectangular Panorama）類型環景照的軟體，有PTGUI等等。
- 支援將已接合的單張等距圓柱投影圖拆解為六張不同視角的照片，以供用戶自行修補照片接縫的軟體，有Pano2QTVR等等。
- 能自己手動修補環境照縫合處的軟體，有Photoshop等等。
- 完成輸出FLASH並且能製作互動環景地圖的軟體，有Kolor Panotour, Pano2QTVR,krpano等等。

環景圖製作流程範例:（此為其中一個示範流程，實際情形會以各用戶需求而有所不同）
- 準備一台全片幅或APS-C類型的數位單眼相機，以及一個全周或對角魚眼的鏡頭
- 準備環景雲台接上腳架，並在拍攝前先試拍幾張，校正相機在雲台上的位置讓相片接縫在接合時不會出現誤差的破碇（若無環景雲台可以採用轉腰方式來拍攝，唯接合誤差會變多而影響接合精準度）
- 將相機向右旋轉90度，將雲台水平旋轉，對場景逐一按下快門，在旋轉期間要注意不可以超出上一張的拍攝範圍，必須每張照片互有重疊才可以，並且要留意每次按下快門時，相片接縫處有沒有路人或車子等移動中的物體經過，如果有，則停止拍攝，待其通過再拍攝再按下快門，以免事後造成接合時的鬼影現象。
- 拍完存回電腦，打開PTGUI軟體將拍攝完成的多張照片接合為一張等距圓柱投影圖（Equirectangular Panorama）類型的環景照片，以PSD格式儲存。
- 打開Photoshop軟體，將PSD檔案讀入，會發現各張照片都覆蓋了一張白色遮罩，如果照片中有需要消除鬼影的必要，則可以逐一按下Shift+滑鼠左鍵以開啟或關閉遮罩，再以仿製印章工具和彎曲變形選項進行細部修正。修正完再存成TIF檔案，此張TIF照片仍然是一張等距圓柱投影圖（Equirectangular Panorama）類型的環景照片。
- 打開Pano2QTVR軟體，將上述TIF照片如果立方體般展開拆解成6張照片。
- 打開Photoshop軟體，將六張照片中的天、地二張最高與最低處的照片進行修正與填補，您可以加上您要的字樣或縮圖在上面，有許多人會製作一個圓形，加上照片拍攝的位置與主題，再存回此二張照片。
- 打開Pano2QTVR軟體，一次讀入所有照片，再將最後成果輸出成Flash或MOV檔案，若有需要可以加入背景音樂，一個互動式環景照即可完成。
- 如果您想利用多張等距圓柱投影圖（Equirectangular Panorama）類型環景照，為立體空間的介紹來製作互動式虛擬導覽Flash，可以再利用Kolor Panotour軟體來製作成一個地圖專案，供遊客進入四處查訪。

（下圖是以對角魚眼為主的環景照製作流程範例）

## 電腦上的環景
早期在傳統使用底片的相機時，便有所謂的全景相機，透過相機環繞一週，採用類似掃描的方式，記錄下水平一圈360°，在當時，是沒辦法處裡天空與地面的問題。
採用"環景"一詞來代表包含天地的球體（Sphericity）或是立方體（Cube）投影的360°，乃是為了與攝影史上早已存在的全景相機有所區隔。而在一般商業行為上還以一種所謂的720°也是不正確的，只能是說一種商業行為的噱頭。
而在數位相機興起之後，可透過電腦進行影像編輯，將影像經過定位、運算、變形、接合等過程。

## 3D動畫上的環景
目前3D軟體的照明技術，除了人工光源之外，也有仰賴單張高動態範圍照片（原文稱為HDRI）作為主要照明光源，此種照片採用了與等距柱狀投影圖（Equirectangular Projection）類似的環景照，以人類眼球所見的世界來形容，就是包涵了天空至地面的視野，亦即180度一樣寬闊，並且將頭平轉一圈，才能得到如此寬敞的視野，對於3D動畫打光更有莫大的幫助。其拍攝設備和環景照一樣，採用全幅相機、全周魚眼與環景腳架，不過在拍攝過程中需要以包圍曝光（Bracket Exposure）的快門設定方式來拍攝不同曝光值下的多組照片，之後才能在後製軟體中組成一張高動態範圍照片，此張照片通常會以一張等距柱狀投影圖類型的環景照呈現，就像世界地圖一樣，把相機本身當作地球的中心，把拍攝下來的實景當作地球的表皮，而人的頭部也置於地球中心的位置，如此四處轉頭就彷彿置身於環境之中。由於HDRI具有更多的亮光與暗部細節，所以照耀在3D場景中的模型身上，打光效果會更加真實，而且渲染（Render）運算速度會比一般打光方式還快。
同理，3D動畫軟體的虛擬攝影機，也能仿造真實世界的相機，將3D場景的渲染成多張角度的照片，在後製軟體將此組照片後製為等距柱狀投影圖類型的環景照片，以作為其它3D場景打光之用。例如3DS Max的Panorama Explorer可以輸六張不同角度的照片。

## 觀看的軟體
有多種軟體可以觀看某種形式的全景，例如Quicktime player播放軟體以QTVR的MOV格式支援，MOV的QTVR本身是利用六面體（也就是儲存六張照片，並在開啟軟體時變形、接合）來形成立體照片；又或著在網頁中執行的Flash也有相關的VR程式（如360cities，或是網頁版的Google街景服務所使用的）；同時，Google Earth本身就是立體地圖軟體，則是利用視點位置的紀錄，並且藉由Pyramid（分層紀錄，越是放大的層，每一張照片包含的區域越小，細節也就越多）的方法來記錄細節的和許遂有了包括天空與地面，水平角度為360°，垂直為180°的環景。

## 衍生
有摄影师使用大光圈长焦镜头拍摄浅景深的照片，拼接成一幅类似于直接使用广角镜头拍摄的广视角的浅景深全景照片。此方法使用数码相机即可得到观感类似大画幅相机拍摄的照片，生成照片景深非常浅、清晰度与分辨率很高，得到的照片被称作浅景深全景图（英語：panorama）。这个照片拍摄方法因为美国摄影师Ryan Brenizer而知名，因此也被称作“Brenizer Method Panorama”。

## 外部連結
目前國際上比較知名的360°作品展示網站有：
- The World Wide Panorama （页面存档备份，存于）
- World Panoramic Photography - 360 Cities （页面存档备份，存于）
- Panoramas.dk （页面存档备份，存于）
- MarkWen Panorama （页面存档备份，存于）
- eyehouse.co

其它範例：
- 以Kolor Panotour軟體製成的環景地圖範例，包含太陽耀光與背景音效